# Puig d'en Vinyoles
El Puig d'en Vinyoles és una muntanya de 442 metres que es troba al municipi de Quart, a la comarca catalana del Gironès.